# Mariano Ozores Francés
Mariano Ozores Francés (Madrid, 17 de octubre de 1890-Madrid, 9 de agosto de 1976) fue un actor español.

## Biografía
Nacido en la madrileña calle de Leganitos y con siete hermanos pequeños, siendo su padre Aurelio Ozores Ugalde que intentó apartarlo del mundo artístico, forzándole a trabajar en banca y su madre Emilia Francés Rodríguez. Sin embargo, el joven Mariano impuso su voluntad, a través de la compañía de teatro aficionado La Farándula, donde coincidió, entre otras figuras, con Isabel Garcés y Ofelia Nieto.

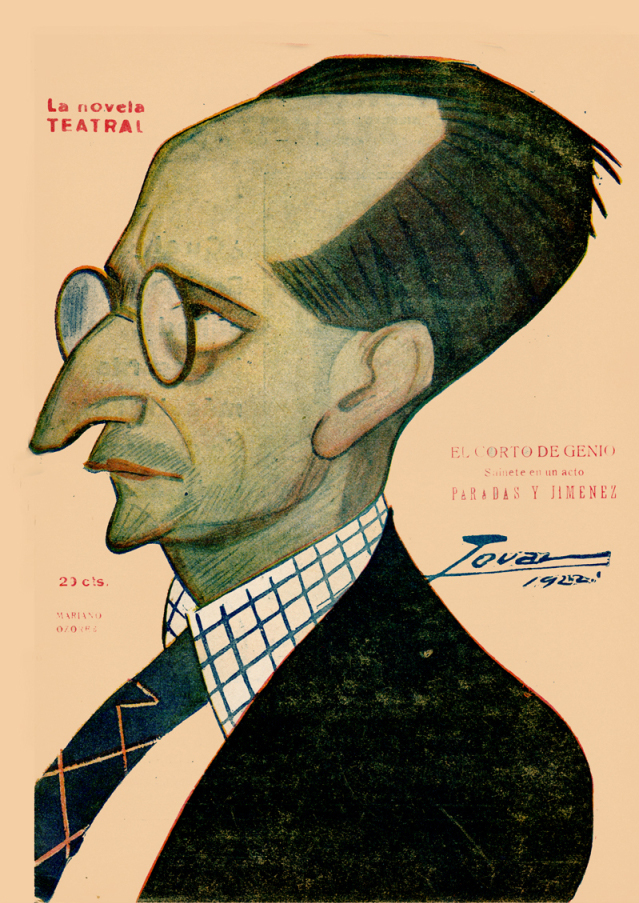
Caricaturizado por Tovar (1922)

Tras trabajar como meritorio en el Teatro Coliseo de Madrid, debuta profesionalmente en 1913 en el Teatro Principal de Zamora, con la obra Puebla de las mujeres, de los hermanos Álvarez Quintero, compartiendo escenario con Ricardo Puga y Celia Ortiz.
Tras trabajar con los grandes de la escena del primer tercio del siglo XX, como Ernesto Vilches o Rosario Pino y probar en el género de la opereta junto a Ramón Peña, contrae matrimonio con Luisa Puchol, con la que forma compañía propia en 1919.
Tras la guerra civil española actuaron en el Teatro Eslava, hasta la disolución definitiva de la compañía en 1951.
Sus últimos años profesionales los dedicó al cine y la televisión. Entre los títulos en los que intervino pueden mencionarse Recluta con niño (1956), Manolo guardia urbano (1956), El hombre que viajaba despacito (1957), Los jueves, milagro (1957), Venta por pisos (1972), El padre de la criatura (1972) y Jenaro, el de los 14 (1974)
El 22 de marzo de 1921 en la iglesia de San Agustín de Valencia contrajo matrimonio con la actriz Luisa Puchol. En 1968 contrajo matrimonio con su segunda esposa Carmen Rodríguez Varona.
Fue padre de los actores Antonio y José Luis Ozores y del director de cine Mariano Ozores y abuelo de las actrices Adriana y Emma Ozores. Falleció en su ciudad natal a causa de leucemia, el 9 de agosto de 1976.